# Bataille de Wilno
Cet article concerne la bataille de Vilnius de 1939. Pour les autres significations, voir Bataille de Vilnius.
Seconde Guerre mondiale
Batailles
Campagne de Pologne :
- Ultimatum allemand
- Ordre de bataille
- Opération Himmler
- Plan Pékin
- Plan Worek
- Baie de Dantzig
- Défense de la poste centrale de Dantzig
- Westerplatte
- Grudziądz
- Mokra
- Węgierska Górka
- Krojanty
- Forêt de Tuchola
- Borowa Góra
- Wizna
- La Bzura
- Hel
- Jarosław
- Brest-Litovsk
- Tête de pont roumaine
- Invasion soviétique
- Lwów
- Modlin
- Tomaszów Lubelski
- Grodno
- Krasnobród
- Wilno
- Varsovie
- Szack
- Wytyczno
- Kock

La bataille de Wilno est une bataille lors de l'invasion soviétique de la Pologne en septembre 1939 qui opposa l'Armée rouge aux forces armées polonaises.
Les 18-19 septembre 1939, les forces soviétiques s'approchent et occupent Wilno (aujourd'hui Vilnius en Lituanie). Les unités polonaises dans le secteur sont relativement affaiblies et l'État major polonais décide de ne pas utiliser pleinement les capacités de défense de la ville et de la zone environnante fortifiée, bien que l'issue de la bataille n'aurait probablement pas pu en être autrement, étant donné l'écrasante supériorité numérique des Soviétiques.

## Contexte historique
Wilno était un important centre industriel sous la Deuxième république de Pologne et la sixième plus grande ville du pays à cette époque.
Avant la guerre, une garnison de l'armée polonaise (1re division d'infanterie de la Légion, 1. Dywizja Piechoty Legionów et 4e régiment uhlan de la brigade de cavalerie Wileńska) y était stationnée ainsi qu'un centre de mobilisation de la 35e division d'infanterie réserviste. Le 7 septembre 1939, celle-ci est entièrement mobilisée et déployée à Lwów (aujourd'hui Lviv en Ukraine), laissant la ville sans défenses. Le colonel Jarosław Okulicz-Kozaryn pense toutefois qu'en cas d'attaque allemande ou soviétique qu'il aurait suffisamment d'hommes pour tenir et assurer l'évacuation des civils vers la Lituanie neutre.
Le 17 septembre, peu de temps avant le déclenchement de la bataille, son armée rassemble 14 000 soldats et miliciens (volontaires), mais seulement 6 500 d'entre eux sont armés, soit 10 bataillons d'infanterie, soutenus par quinze canons anti-char et d'artillerie ainsi que cinq canons anti-aériens. 40 mitrailleuses sont par ailleurs déployées par les défenseurs polonais.
Le 18 septembre, le commandant du front biélorusse de l'Armée rouge, Mikhail Kovalyov, ordonne la capture de Wilno à la 3e et 11e armées. Leur tâche consiste à sécuriser la ville par dans la soirée du 18 septembre, mais en raison de difficultés logistiques et la surestimation des défenses polonaises, l'opération prévoit la prise de la ville le 19.

## Déroulement de la bataille
Le 18 septembre, Jarosław Okulicz-Kozaryn reçoit des rapports de ses éclaireurs indiquant que les troupes soviétiques s'avancent sur Oszmiana (aujourd'hui Achmiany en Biélorussie). Celles-ci se constituaient de tireurs d'élite engageant les Polonais à longue portée.
Okulicz-Kozaryn ordonne à ses unités de battre en retraite jusqu'à la frontière lituanienne, le Korpus Ochrony Pogranicza (KOP), une unité de l'armée polonaise les mieux entraînées, a pour ordre de couvrir leur retraite. Le lieutenant-colonel Podwysocki est envoyé afin d'informer les Soviétiques que les forces polonaises n'ont pas l'intention de défendre Wilno mais il se fait tirer dessus et est contraint de retourner dans les lignes polonaises. Celui-ci décide de la défendre jusqu'au bout, bien qu'Okulicz-Kozaryn et ses hommes aient quitté la ville.
La première attaque soviétique le 18 septembre est repoussée par les soldats polonais. Toutefois, l'Armée rouge après plusieurs assauts parvient à atteindre les abords de Wilno et à la fin de la journée sécurise l'aérodrome et commence à percer le front polonais dans la ville.
Dans la matinée du 19 septembre, les unités blindés soviétiques progressant dans Wilno sont bientôt renforcées par de l'infanterie et de cavalerie. Les défenseurs polonais parviennent en revanche à retarder l'avance soviétique en tenant les ponts, mais leur défense mal coordonnée s'effondre bientôt et à la fin de la journée les Soviétiques s'emparent totalement de la ville.

## Conséquences
Désorganisés, certains soldats polonais se rendent tandis que d'autres battent en retraite jusqu'à la frontière lituanienne.
Les Soviétiques cèdent le contrôle de Wilno (plus tard appelée Vilnius) aux Lituaniens qui entrent dans la ville le 27-28 octobre.
Bien que plusieurs historiens polonais aient critiqué la défense de Wilno, elle est considérée comme symbolique dans la mesure où l'avancée soviétique ne pouvait être stoppée.